# Edifici amb voltes de les Ferreries Velles
L'Edifici amb voltes és una obra del municipi de Girona inclosa en l'Inventari del Patrimoni Arquitectònic de Catalunya.

## Descripció
És un edifici de planta rectangular amb altres peces irregulars. L'edifici ocupa part de la via pública i en planta baixa presenta porxos amb el sector del carrer Ferreries Velles, constituint el seu element més remarcable. Els arcs són de mig punt i alguns lleugerament rebaixats. Són construïts amb carreus de pedra de Girona. El sostre és embigat amb fusta i peces ceràmiques, actualment en mal estat de conservació. Presenta mènsules de pedra de suport en el perímetre. La part superior de les façanes presenta algunes finestres amb llindes de pedra d'influència gòtica. La resta és arrebossat i ha sofert modificacions.

## Història
Segons J. Marqués, el document més antic que fa referència a aquesta zona és de 1325 i esmenta l'establiment que l'administració dels Aniversaris de la Seu va fer d'unes cases situades a ambdues bandes del carrer. El nom del carrer ja era Ferreria Vella. Consta documentalment l'existència de les voltes en el segle xv i el carrer ja era acabat amb el traçat actual.